# The Cruise of Fate
The Cruise of Fate è un cortometraggio muto del 1916 diretto da Ernest C. Warde.

## Produzione
Il film, prodotto dalla Than-O-Play (Thanhouser Film Corporation), venne girato parte a New Rochelle, dove si trovavano gli studios della compagnia, in parte in Florida, a Jacksonville e a East Mayport.
Parte del cast, tra cui il regista Ernest C. Warde e la protagonista, l'attrice danese Valda Valkyrien, arrivarono da New York nella settimana del 23 gennaio per iniziare le riprese del film.

## Distribuzione
Distribuito negli Stati Uniti dalla Mutual, il film - un cortometraggio in tre bobine - uscì nelle sale l'8 marzo 1916.